# Рудник Уенза
Рудник Уенза — гірничодобувне підприємство на північному сході Алжиру, яке здійснює видобуток залізної руди.
В 1897 році підприємець Паскаль отримав право на видобуток з Уензи міді та заліза підземним способом. Він не мав для цього достатніх фінансових ресурсів, тому продав ліцензію компанії Schneider et Cie (відома своїм металургійним виробництвом у Ле-Крезо), яка разом з партнерами створила в 1903-му для реалізації проєкту компанію Société d'Études de l'Ouenza. Того ж 1903-го право на видобуток відкритим способом отримала нідерландська компанія W. H. Muller and Co, що, зокрема, постачала руду німецьким заводам концерну Krupp та діяла через Société concessionaire des Mines de l'Ouenza. Як наслідок виникла тривала суперечка, оскільки межі концесій накладались. Також йшла боротьба щодо маршруту вивозу продукції — неподалік від родовища проходила залізниця з Тебесси до порту Бон (наразі Аннаба), проте вона мала низьку пропускну здатність та була завантажена вивозом фосфатів з копальні Джебель-Куїф, а тому первісно планували будувати нову лінію. Існували проєкти сполучення Уензи з туніською Бізертою або все тим же Боном, при цьому обговорення піднялось на рівень французького уряду та парламенту. У підсумку в 1913-му термін обох ліцензій сплив. Враховуючи попередній досвід, того ж 1913-го створили єдину компанію Société de l'Ouenza, в якій 45 % дісталось Schneider та її партнерам, 35 % отримала Muller, тоді як залишок розділили 5 французьких банків та ряд промисловців.
У 1916—1920 роках Société de l'Ouenza спорудила залізничну гілку завдовжки 24,4 км від Уензи до лінії Тебесса — Бон. Це все так же створювало проблеми для копалень Джебель-Куїф, проте велись роботи зі збільшення пропускної здатності. Передусім узялись за переведення ділянки Сук-Ахрас — Тебесса з вузької («метрової») на стандартну колію, що дозволяло уникнути перевантаження на станції Сук-Ахрас, а наприкінці 1920-х розпочали електрифікацію лінії, що отримувала живлення від ТЕС Бон.
Розробку Уензи вели відкритим способом, при цьому руда мала високу якість — містила 53 % заліза та мала дуже низький вміст фосфору та сірки. В 1921-му з копальні вилучили 11 тисяч тонн руди, у 1922-му експортували 224 тисячі тонн, в 1923-му рівень виробництва досягнув 418 тисяч тонн, а в 1926-му становив 640 тисяч тонн. Ця тенденція тривала навіть у початковий період Світової економічної кризи 1929—1933 років, коли в 1929 та 1930 роках Société de l'Ouenza виробила 882 та 1040 тисяч тонн руди відповідно (можливо відзначити, що в 1929-му проклали гілку до розташованого неподалік рудника Бу-Хадра, що також належав Société de l'Ouenza, проте діяльність на ньому лише розгорталась, а вимоги ліцензії щодо мінімального видобутку становили тільки 40 тисяч тонн).
Втім, криза не могла не вплинути на Société de l'Ouenza і того ж 1930-го попри рекордний видобуток, що вперше перевищив 1 млн тонн, відвантажили споживачам лише 772 тисячі тонн. Наступного року вилучили 321 тисячу тонн при поставках у 415 тисяч тонн, а в 1932-му ці показники становили вже лише 207 та 265 тисяч тонн відповідно (при цьому з того ж 1932-го рудник Бу-Хадра був зупинений).
З пожвавленням світової економічної активності рудник Уенза швидко наростив видоубток — 360 тисяч тонн в 1933-му, 748 тисяч тонн в 1934-му, 975 тисяч тонн в 1935-му, 1129 тисяч тонн у 1936-му, 1357 тисяч тонн у 1937-му та 1790 тисяч тонн у 1938-му. При цьому в 1937-му оголосили про відновлення видобутку на руднику Бу-Хадра, проте він в будь-якому випадку був набагато меншим за показник Уензи та мав досягнути рівня у 400 тисяч тонн лише через 5—6 років.
З початком Другої світової війни поставки різко скоротились (до того близько 28 % руди експортувалось до Німеччини, а близько 50 % до Великої Британії, тоді як французька промисловість споживала до 8 %), проте за 1939 рік Société de l'Ouenza все-таки відвантажила рекордний обсяг у 1845 тисяч тонн (проти 1664 тисяч тонн роком раніше). Далі ситуація стрімко погіршилась і в 1941 та 1942 роках видобуток становив лише 175 та 198 тисяч тонн. У листопаді 1942-го порт Бона зазнав сильних пошкоджень від бомбардувань і в 1943-му відвантаження з Уензи взагалі припинились.
Втім, по завершенні бойових дій почалось стрімке відновлення і вже у 1944-му виробництво досягнуло 0,5 млн тонн, наступного року вийшло на 0,9 млн тонн, в 1946-му становило 1,23 млн тонн, в 1948-му — 1,38 млн тонн, а в 1949-му — 1,9 млн тонн. У 1951-му Société de l'Ouenza видобуло 2,14 млн тонн руди, з яких 15 % припадало на Бу-Хадру. У 1952-му досягнули показника 2,36 млн тонн.
Із розгортанням Алжирської війни за незалежність виробничі показники зменшились і в 1956-му поставки споживачам становили тільки 1,63 млн тонн. У 1957-му транспортна ситуація покращилась і Société de l'Ouenza змогла відправити споживачам 2,02 млн тонн руди. Надбання Алжиром незалежності в 1962-му мало лише короткостроковий негативний вплив на діяльність компанії і в 1964-му видобули 2,73 млн тонн, а в 1965-му — 3,13 млн тонн, що було найвищим показником з 1960 року.  
Вже станом на початок 1950-х 66 % компанії належало державі, а в 1966-му активи Société de l'Ouenza були націоналізовані урядом тепер вже незалежного Алжиру та передані державній структурі BAREM.
Тривалий час продукція залізних рудників Алжиру призначалась для експорту (станом на середину 1960-х головними покупцями були Італія та Велика Британія), допоки в 1969-му не почав роботу Ель-Хаджарський металургійний комбінат, який після запуску на початку 1980-х другої домни збільшив свою потужність по чавуну більш ніж утричі — до 1,8 млн тонн. При цьому якщо раніше товарною продукцією була призначена для експорту руда із вмістом заліза 55 %, то тепер виникла можливість залучати до обігу більш бідні руди. У підсумку рудники Уенза та Бу-Хадра зосередились на живленні цього металургійного підприємства.
У середині 2010-х виробництво Ель-Хаджарського комплексу на тлі лібералізації місцевого ринку металопродукції впало до мінімуму (в 2014-му зафіксовано виплавку лише 0,2 млн тонн), що не могло не вплинути на рудники. До проблем комбінату з конкуренцією додавались забастовки робітників копалень, які зривали поставки руди. Іншою причиною недопоставок виступали проблеми на залізниці. У цей період на Уензу припадало біля 75 % поставок до Ель-Хаджару.